# Дана Снайдер
Дана Снайдер (англ. Dana Snyder) - американський актор. Він відомий тим, що озвучив Майстра Шейка в мультфільмі Aqua Teen Hunger Force, Бабусю Куайлер в Squidbillies та Малюка Бола в Ballmastrz: 9009, а також в інших фільмах Adult Swim. Він також з'являється в анімації для молодшої аудиторії, озвучуючи доктора Колоссо в комедійному серіалі "Громовержці" на каналі Nickelodeon та Гаспачо в мультсеріалі «Юшка» на каналі Cartoon Network.

## Раннє життя
Снайдер народився в Аллентауні, штат Пенсильванія , і виріс у Лас-Вегасі, штат Невада . Він вважає Дона Ріклза, Ріпа Тейлора та Філа Сілверса впливовими людьми свого дитинства. Снайдер закінчив середню школу Лас-Вегаса в 1992 році і університет Вебстера в Сент-Луїсі в 1996 році, отримавши ступінь бакалавра театрального мистецтва в Консерваторії театрального мистецтва Вебстера.

## Фільмографія
| Рік  | Назва                                                | Роль                    | Нотатки                           |
| ---- | ---------------------------------------------------- | ----------------------- | --------------------------------- |
| 2007 | Dante's Inferno                                      | Ulysses, Strom Thurmond |                                   |
| 2007 | Aqua Teen Hunger Force Colon Movie Film for Theaters | Master Shake            |                                   |
| 2010 | Open Season 3                                        | Alistair                | Фільм з прямим переходом на відео |
| 2011 | A Letter to Momo                                     | Kawa                    | Англійський дубляж                |
| 2015 | Batman Unlimited: Animal Instincts                   | The Penguin             | Фільм з прямим переходом на відео |
| 2015 | Hell and Back                                        | Garthog                 |                                   |
| 2016 | Batman Unlimited: Mechs vs. Mutants                  | The Penguin             | Фільм з прямим переходом на відео |
| 2018 | Scooby-Doo! and the Gourmet Ghost                    | Skip Taylor             | Фільм з прямим переходом на відео |
| 2022 | Aqua Teen Forever: Plantasm                          | Master Shake            | Фільм з прямим переходом на відео |